# 马营子满族乡
马营子满族乡，是中华人民共和国河北省承德市滦平县下辖的一个民族乡。

## 行政区划
马营子满族乡下辖以下地区：
马营子村、南台子西沟村、南台子村、龙潭沟村、高营子村、于营子村、大兴沟村、南大庙村、石门村和黑石头村。